# جاده کتل (پیرزن)
جاده کتل (پیرزن) مربوط به دوره ساسانیان است و در شهرستان کازرون، بخش کوهمره، دهستان کوهمره، ۵ کیلومتری غرب روستای عبدوی واقع شده و این اثر در تاریخ ۳۰ بهمن ۱۳۸۶ با شمارهٔ ثبت ۲۰۷۸۹ به‌عنوان یکی از آثار ملی ایران به ثبت رسیده است.